# Ventura Misa y Bertemati
Ventura Misa y Bertemati (15 de mayo de 1802, Bayona, Pontevedra, España - 23 de enero de 1885, Jerez de la Frontera, Cádiz, España) fue un empresario bodeguero y filántropo.

## Biografía
De origen gallego instalado en Jerez de La Frontera, donde creó en 1844, junto con su hermano, Manuel Misa (Bayona, 1815 - Londres, Reino Unido, 1904), una importante firma para el comercio de los vinos.

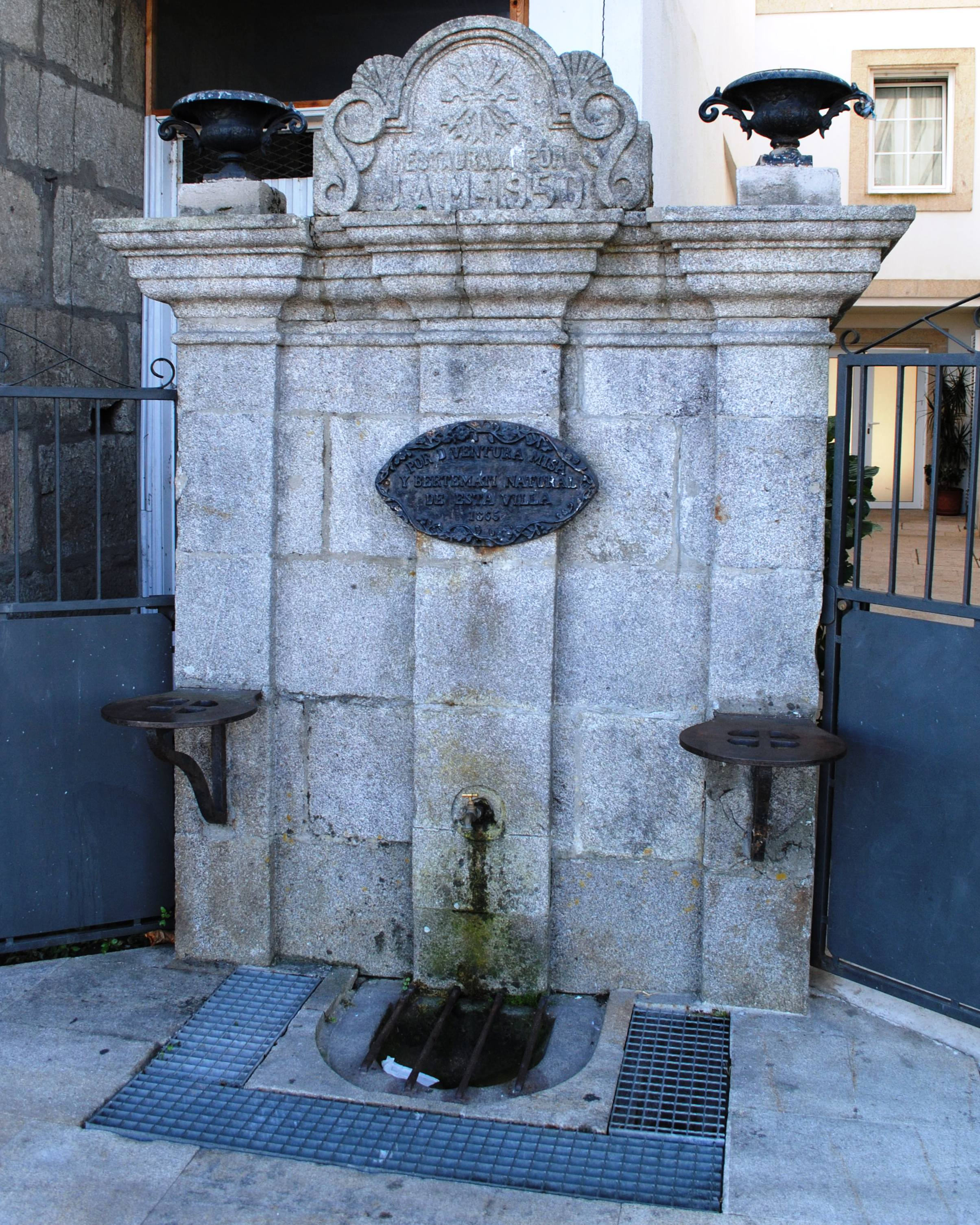
Fuente donada por Ventura Misa, en Bayona.

Tanto en Jerez como en su ciudad natal, Bayona, hay sendas calles dedicadas a su recuerdo.